# Арун Виджай
Арун Виджай (там. அருண் விஜய்); родился 19 ноября 1977), ранее известный как Арун Кумар, индийский киноактер. Он единственный сын актёра Панчакшарама Рангасами Пиллайя, профессионально известного как Виджаякумар. Работает в тамильской киноиндустрии с 1995 года.

## Ранние годы
Арун Виджай - единственный сын актера Виджаякумара и его первой жены Мутуканну. Учился в высшей средней школе Дон Боско Maticulation, Эгмор . По окончании школы поступил в колледж Лойола, чтобы получить высшее образование.
У Арена Виджая две старшие сестры - Кавита, которая снялась в фильме «Кули», и Анита. Их мачехой была актриса Манджула Виджаякумар, сыгравшая главные роли в более чем 100 фильмах в 1970-х годах, её сводные сестры Ванита, Прита и Шридеви также появлялись в нескольких фильмах.

## Личная жизнь
В 2006 году Виджай женился на Ааратхи, дочери кинопродюсера доктора Н.С. Мохана и аспиранта по психологии . У них есть дочь Пурви и сын Арнав Виджай.

## Карьера

### 1995-2001
Виджай мечтал стать актёром с детства. Он проявлял большой интерес к съёмкам фильма, наблюдая за работой своего отца. Чтобы достичь цели стать актером, он по совету отца посещал внеклассные занятия, такие как танцы, плавание, катание на коньках и верховая езда. Арун Виджай начал получать предложения сняться в кино, когда учился в десятом классе. Однако его отец хотел, чтобы сын закончил обучение, прежде чем сниматься в фильмах.
Виджай подписал контракт с А. Р. Рахманом на съемки в мюзикле История Любви. Это должно было стать его актерским дебютом, но реализация проекта задержалась. Поэтому Арун Виджай принял предложение Anbalaya Films сыграть роль главного героя в фильме Сундара Си «Мурай Маппиллаи» (1995). Виджаю было 18 лет, когда он подписал контракт о съёмках в фильме "Мурай Маппиллаи". Это сделало его одним из самых молодых актеров, когда-либо дебютировавших в качестве главного героя в тамильской киноиндустрии. «Мурай Маппиллаи» имел звездный состав. В фильме снимались Маниваннан, К. Прабакаран, Каларанджини и Сентил. Картина была выпущена в декабре 1995 года. Арун Виджай прославился своими танцами и драками в фильме.
В 1996 году вышел второй фильм с участием Аруна Виджая, "Приям".
Виджай затем подписал контракт на съёмку в двух фильмах  «Катирунда Кадхал» и «Ганга Гаури» с Ганга Гаури Продакшнс. Оба были выпущены в 1997 году. "Катирунда Кадхал" была первым фильмом Аруна с Сувалакшми.
В 1998 году Виджай сыграл главную роль в фильме режиссёра Баласекарана «Тулли Тиринтха Каалам» .
В 2000 году Арун Виджай снялся в двух фильмах: «Каннаал Песава» и «Анбудан» . Выпущенный в августе "Канаал Песава"  был вторым фильм, в котором Виджай снялся вместе с актерами Савалакшми, Гаундамани и Сентил.
В 2001 году сыграл инженера-строителя в «Пандавар Бхуми» в фильме режиссёра Черана . Это был первый фильм, в котором Виджай и его отец Виджаякумар снялись вместе. Виджаякумар исполнил роль отца Аруна Виджая в фильме. У картины были большие кассовые сборы. Виджай получил Государственную кинопремию имени Тамилнада за лучший фильм (Вторая премия) в 2001 году.

### 2002-2008
Следующим фильмом Виджая был «Мутам» (2002). Первоначально он назывался "Мутамидаламма", но был изменён после проверки цензором. Картина была снята режиссёром С.А. Чандрасекаром и стала первой цифровой кинематографией в тамильском кино.
Виджай сыграл в фильме «Ияркай» (2003), который получил Национальную кинопремию за лучший художественный фильм на тамильском языке .
Он заснялся в фильме режиссёра Рамеша Сельвана «Джананам» (2004). У героини фильма Приянки Триведи возникли проблемы со съёмками в фильме, так как она вышла замуж в 2003 году. Продюсер не смог заменить героиню, так как основные части фильма уже были засняты, в результате фильм был выпущен без надлежащего сценария и отредактированной сюжетной линии. Фильм не смог оправдать ожидания зрителей, так как сценарий не был хорошим, а история была неполной. Тем не менее, критики высоко оценили действия Виджая в фильме.

### 2009-2019
В октябре 2006 года Виджай сменил свое имя с Арун Кумара на Арун Виджай, в надежде, что новое имя принесёт ему больше удачи.
В 2009 году он решил не сниматься в малобюджетных фильмах и решил сотрудничать с продюсерским домом своего тестя Feather Touch Entertainment для своих будущих проектов. Фильмы «Малай Малай» (2009) режиссёра А. Венкатеша, «Маанжа Велу» (2010), "Тадайяра Таакка" (2012) принесли Аруну Виджаю долгожданный успех. Актёр ждал 17 лет, чтобы быть признанным в тамильской киноиндустрии. Его работа была наконец оценена по достоинству широкой аудиторией.
Он снялся в «Йеннай Ариндаль» (2015) с актером Аджитом Кумаром . Арун Виджай впервые снимался в фильме режиссёра Гаутама Менона . Виджай сыграл роль Виктора, антагониста. Чтобы прочувствовать характер своего героя, он тренировался в спортзале более шести часов в день, сидел на протеиновой диете. Кумар и Менон стали уважать Виджая за его преданность и усердную работу. Роль в фильме принесла большой успех и популярность Виджаю.
Он заснялся в фильмах «Брюс Ли - Боец» (2015), «Лабиринт»(2016) , «Kuttram 23» (2017) , «Чекка чивантха ваанам» (2018). Фильмы имели успешные кассовые сборы.
В 2019 году Виджай сыграл в криминальном боевике «Thadam». Он сыграл свою первую двойную роль в этом фильме. Это был также второй фильм, в котором он и Магиж Тирумени работали вместе после "Тадайяра Таакка" . Фильм был основан на различных реальных преступлениях, в которых подозреваемые были близнецами.
Виджай снялся вместе с актёром Прабхасом в боевике "Saaho".

### Производство
1 сентября 2015 года Виджай основал собственную продюсерскую компанию In Cinemas Entertainment (ICE). Он рассказал, что основал компанию для предоставления возможности проявить себя в мире кино амбициозным и талантливым ребятам.
Его первым фильмом был «Куттрам 23» (2017), медицинский криминальный триллер режиссера Ариважагана . Виджай впервые исполнил роль полицейского. "Куттрам 23" был выпущен 3 марта 2017 года и получил положительные отзывы критиков и зрителей.